# 위자호
위자호(衛子豪, ? ~ ?)는 전한 후기의 관료로, 중산국(中山國) 노노현(盧奴縣) 사람이다. 평제의 생모 위희(衛姬)의 부친이자 위첩여(衛婕妤)의 오라비이다.

## 행적
관직이 위위에 이르렀다. 이는 『한서』 권97의 기록으로, 권19의 역대 위위 명단에서는 누락되어 있기 때문에 정확한 재임 시기는 알 수 없다.

## 출전
- 반고, 『한서』 권97하 외척전(外戚傳) 下

| 전임 (불명) | 전한의 위위 ? ~ ? | 후임 (불명) |